# 20 de octubre
El 20 de octubre es el 293.º (ducentésimo nonagésimo tercer) día del año —el 294.º (ducentésimo nonagésimo cuarto) en los años bisiestos— en el calendario gregoriano. Quedan 72 días para finalizar el año.

## Acontecimientos
- 1465: en Bélgica, se libra la batalla de Montenaken.
- 1500: en España, los Reyes Católicos expiden una Real Cédula de constitución del municipio de Granada.
- 1520: en la actual República Dominicana, Francisco Dávila funda la villa Hato Mayor del Rey como una porción de tierra que se dedicaba a la ganadería y la agricultura.
- 1548: en Bolivia, el conquistador español Alonso de Mendoza funda la ciudad de La Paz.[1]
- 1572: en Goes (Países Bajos), Cristóbal de Mondragón, con 3000 soldados, levanta el asedio rebelde de la ciudad (Socorro de Goes).
- 1687: en Lima (Perú), a las 4:15 y a las 5:30 dos terremotos y su posterior maremoto deja 1541 muertos. A la tarde se realiza la primera procesión del Señor de los Milagros.
- 1740: en Austria, María Teresa I es entronizada emperatriz, en virtud de la «Pragmática sanción». Comienza la guerra de sucesión austríaca (que se unió a la vigente guerra del Asiento).
- 1752 : Se funda la ciudad de Freirina, en la provincia del Huasco, Región de Atacama, Chile.
- 1827: en Navarino (Grecia) ―en el marco de la Guerra de Independencia griega― se libra la batalla de Navarino. Las flotas combinadas británicas, francesas y rusas, derrotan a las flotas otomanas y egipcias.
- 1883: en Lima (Perú) se firma el Tratado de Ancón, que restablece la paz entre Chile y Perú; finaliza la participación peruana en la guerra del Pacífico. Perú cede a Chile el departamento de Tarapacá (hoy Región de Tarapacá) entre el signante peruano Iglesias y Andrés Avelino Cáceres.
- 1888: en Atenas, Grecia, se inauguran oficialmente los Cuartos Juegos Olímpicos de Zappas, el primer intento de revivir los antiguos juegos olímpicos.
- 1904: en Santiago de Chile se firma el Tratado de 1904 entre Chile y Bolivia que fija un límite definitivo entre ambos países, establece la construcción del ferrocarril Arica-La Paz por parte de Chile, además de una serie de beneficios para Bolivia en los puertos chilenos.
- 1905: en el Imperio Otomano (hoy Turquía) se funda el Galatasaray Spor Kulübü.
- 1906: en Rosario (Argentina) se funda el club de fútbol Central Córdoba.
- 1910: en el astillero de Harland & Wolf en Belfast (Irlanda del Norte), es botado el barco gemelo del RMS Titanic, el RMS Olympic.
- 1924: la Conferencia de Embajadores aprueba un texto de la Sociedad de Naciones que fija las fronteras entre Polonia y Rusia.
- 1926: llega a Cuba uno de los huracanes más potentes de su Historia. Mata a unas 600 personas en la isla de la Juventud, La Habana, Pinar del Río y Matanzas. En La Habana llueven 510 mm en 12 horas.[2] Se pierden todas las obras del compositor Moisés Simons (1889-1945), autor de El manisero.[3]
- 1935: en China, el grupo de Mao Zedong, con 8000 de los 86 000 hombres que habían comenzado la marcha un año antes, llegan a la localidad de Wuqi, distrito de Bao'an (actualmente Yan'an), donde se reúnen con sus camaradas de Shaanxi; final de la Larga Marcha.
- 1941: inicio de la Masacre de Kragujevac, en la Serbia de Nedić. Más de 5000 civiles (mujeres, niños) (serbios, romaníes) fueron asesinados por nazis en represalia por un ataque partisano sobre soldados alemanes.
- 1944: en Yugoslavia ―en el marco de la Segunda Guerra Mundial―, el Ejército Rojo y los partisanos yugoslavos liberan la ciudad de Belgrado.
- 1944: en Alemania ―en el marco de la Segunda Guerra Mundial―, el ejército estadounidense ocupa la ciudad de Aquisgrán.
- 1944: en Guatemala se unen los estudiantes, trabajadores y maestros de la Universidad de San Carlos ―dirigidos por Jacobo Árbenz, Francisco Javier Arana y Jorge Toriello―, y derrocan el Gobierno de facto de Federico Ponce Vaides. Establecen una Junta revolucionaria de Gobierno, a la que después se denominaría Revolución de octubre de 1944.
- 1946: en Bayamón (Puerto Rico) Gilberto Concepción de Gracia funda el Partido Independentista Puertorriqueño.
- 1959: Asunto de Huber Matos en Cuba.
- 1968: boda de Jacqueline Kennedy y Aristóteles Onassis.
- 1970: en Ecuador, el presidente José María Velasco Ibarra inaugura el primer Liceo Naval, apoyado por la Armada del Ecuador.
- 1971: Willy Brandt es galardonado con el premio Nobel de la Paz.
- 1973: en Australia se inaugura la Ópera de Sídney.
- 1975: en México chocan dos trenes en la estación Viaducto de la Línea 2 del Metro de la Ciudad de México, causando la muerte de 31 personas y varios heridos. Un convoy tipo MP-68 motriz 008, chocó contra otro tren estacionado en la estación Viaducto bajando de la loma de la interestación Chabacano-Viaducto.
- 1975: la sonda espacial soviética Venera 9 aterriza en la superficie del planeta Venus.
- 1976: en la ciudad de Puerto España (Trinidad y Tobago) se celebra una reunión para definir el país encargado de la custodia y enjuiciamiento de los autores del Crimen de Barbados (el atentado terrorista contra el vuelo de Cubana de aviación).
- 1976: en Buenos Aires (Argentina), Diego Maradona (15), hace su debut como futbolista profesional con el club Argentinos Juniors.

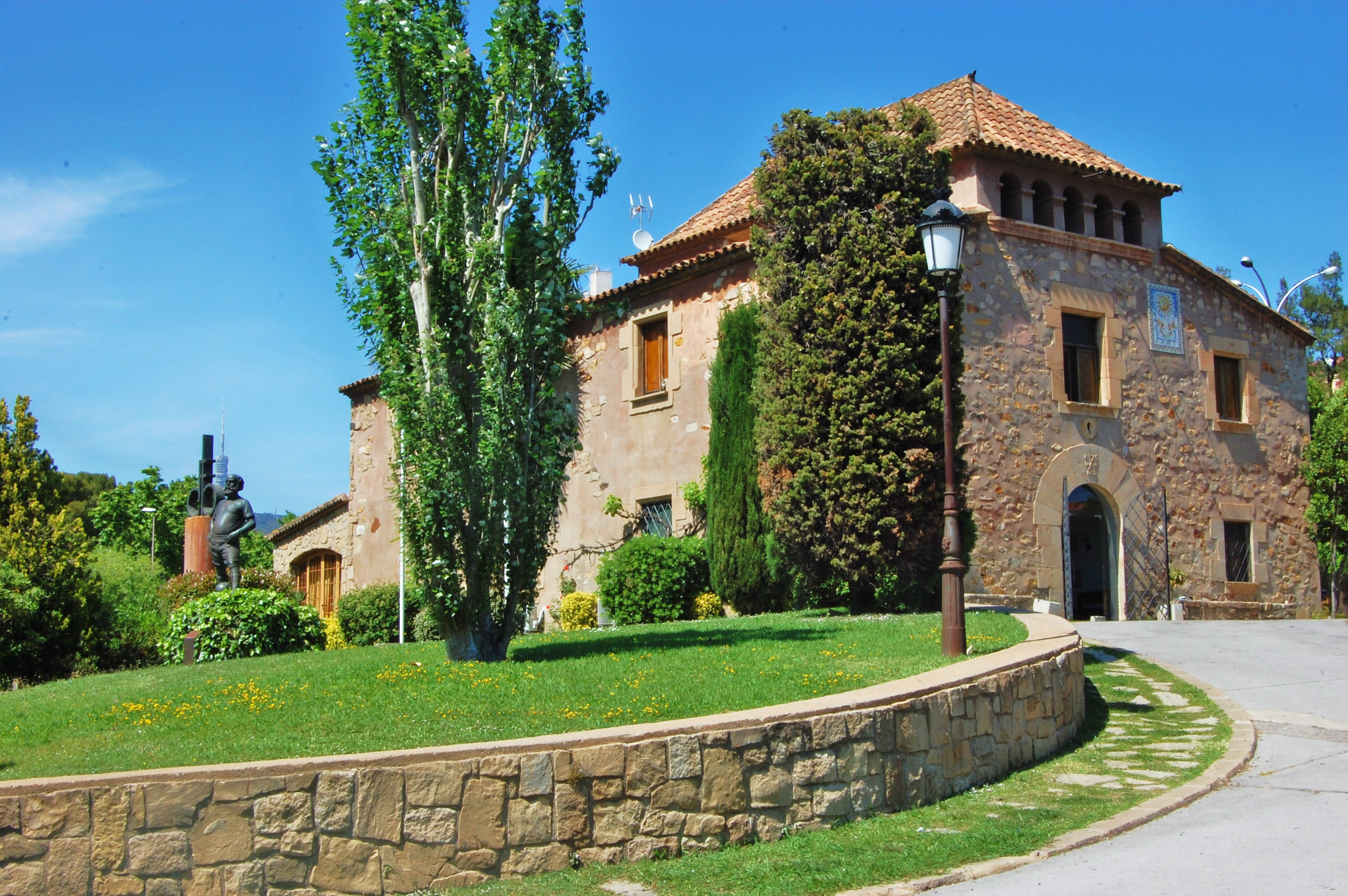
La Masía centro de formación del Fútbol Club Barcelona.

- 1979: en Barcelona (España) se inaugura La Masía, el centro de formación de las divisiones inferiores del Fútbol Club Barcelona.
- 1981: en Andalucía, el Estatuto de Autonomía es ratificado en referéndum.
- 1982: en el río Júcar (Valencia), como consecuencia de lluvias (de hasta 700 mm) que comenzaron el día anterior, se rompe la presa de Tous, provocando una riada de 16 000 m³/s con cuantiosas pérdidas humanas y materiales.
- 1987: en Bonn (Alemania (RFA)), Helmut Kohl y François Mitterrand firman nuevos acuerdos de cooperación.
- 1988: en Bangladés, un ciclón causa 400 muertos y 20 000 damnificados.
- 1991: el gobierno israelí decide asistir a la Conferencia de Paz en Madrid.
- 1992; La Selección Argentina de Fútbol se consagra Campeón de la Copa Confederaciones en Arabia Saudita.
- 1994: en el Earls Court, la banda británica Pink Floyd realiza el concierto grabado y videograbado que después se llamaría Pulse.
- 1997: en Chile se funda la Universidad Alberto Hurtado.
- 1997: The Corrs publica una versión la canción "Dreams", originalmente de la agrupación Fleetwood Mac, se vendieron unos 11 millones de ejemplares del álbum entrando es las listas de decenas de países. Certificó 20 discos de platino en Irlanda, Reino Unido, España y  Australia entre otros.
- 2000: en la Ciudad de México se produce un incendio en la discoteca Lobohombo, que deja 22 fallecidos.
- 2004: el sudafricano Mark Shuttleworth y Canonical Ltd. anuncian el sistema operativo Ubuntu.
- 2005: en la Universidad Autónoma de Madrid, Santiago Carrillo (exdirigente del PCE) es investido doctor honoris causa por su participación en la transición democrática española.
- 2007: segundo concierto de la gira de regreso "Me Verás Volver" de la banda argentina Soda Stereo en el estadio de River Plate, al que acudieron aproximadamente 70 000 personas.
- 2008: en México inicia sus transmisiones el canal de noticias Milenio Televisión, lanzado por Multimedios Televisión y Grupo Milenio.
- 2010: el Gobierno de Costa Rica eleva quejas por una incursión militar hecha por Nicaragua en el territorio costarricense de isla Calero.
- 2010: en Buenos Aires (Argentina), Mariano Ferreyra, militante del Partido Obrero y activista de la FUBA, es asesinado en medio de una movilización de trabajadores ferroviarios contra la tercerización laboral.
- 2011: en Libia, el presidente Muamar el Gadafi es asesinado a manos de las fuerzas rebeldes, poniendo fin a la guerra civil libia y a su gobierno, que duró más de 40 años. Aún Libia carece de Gobierno y se encuentra en crisis.
- 2011: en España, la organización terrorista vasca ETA anuncia el cese definitivo de su actividad armada.
- 2015: en Corea del Sur debuta el grupo femenino de K-pop Twice.
- 2019: en Bolivia se llevan a cabo elecciones, en las cuales triunfa Evo Morales, según la OEA, con fraude.

## Nacimientos
- 1463: Alejandro Achillini, filósofo y médico italiano (f. 1512).
- 1475: Giovanni Ruccellai, escritor italiano (f. 1525).
- 1496: Claudio I de Guisa, militar francés, fundador de la Casa de Guisa (f. 1550).
- 1616: Thomas Bartholín, médico, matemático y teólogo danés (f. 1680).
- 1620: Albert Jacob Cuyp, pintor neerlandés (f. 1691).
- 1632: Christopher Wren, científico y arquitecto británico (f. 1723).
- 1656: Nicolas de Largillière, pintor clasicista francés (f. 1746).
- 1677: Estanislao I Leszczynski, rey polaco (f. 1766).
- 1700: Carlota Aglaé de Orleans, hija de Felipe de Orleans y de Francisca María de Borbón (f. 1761).
- 1729: Jean Étienne Bernard Ogier de Clugny, estadista francés (f. 1776).
- 1740: Isabelle de Charrière, escritora neerlandesa (f. 1805).
- 1780: Paulina Bonaparte, noble francesa, hermana predilecta de Napoleón Bonaparte (f. 1825).
- 1784: Lord Palmerston (Henry John Temple), político británico, primer ministro en dos ocasiones (f. 1865).
- 1806: Juan Manuel Montalbán, jurista español (f. 1889).
- 1807: Pedro Pascasio Martínez, soldado neogranadino-colombiano (f. 1885).
- 1819: Siyyid Alí Muhammad (El Bab), profeta persa (f. 1850).
- 1821: Emilio Arrieta, compositor español (f. 1894).
- 1842: Bartomeu Robert, médico y político español (f. 1902).
- 1847: Oscar Swahn, tirador sueco (f. 1927).
- 1854: Arthur Rimbaud, poeta francés (f. 1891).
- 1859: John Dewey, filósofo, psicólogo y pedagogo estadounidense (f. 1952).
- 1863: William Henry Young, matemático británico-inglés (f. 1942).
- 1873: Guillermo Valencia, poeta, diplomático y político colombiano (f. 1943).
- 1874: Charles Ives [áivs], compositor estadounidense (f. 1954).
- 1882: Margaret Dumont, actriz estadounidense (f. 1965).
- 1882: Béla Lugosi, actor húngaro (f. 1956).
- 1887: Arne Halse, atleta noruego (f. 1975).
- 1889: Suzanne Duchamp, pintora francesa (f. 1963).
- 1890: Erik Kjeldsen, ciclista danés (f. 1976).
- 1891: James Chadwick, físico británico, premio nobel de física en 1935 (f. 1974).
- 1892: Jomo Kenyatta, político y presidente keniano (f. 1978).
- 1892: Ramón Álvarez Escudero, payaso español (f. 1952).
- 1893: Charley Chase, actor, guionista y director del cine mudo y sonoro estadounidense (f. 1940).
- 1894: Olive Thomas, actriz de cine mudo estadounidense (f. 1920).
- 1894: Telesio Interlandi, periodista italiano (f. 1965).
- 1895: Gaston Leval, anarcosindicalista e historiador francés (f. 1978).
- 1897: Peter Bamm, médico cirujano y escritor alemán (f. 1975).
- 1897: Jomo Kenyatta, político keniano (f. 1978).
- 1898: Francisco Cossío, pintor español (f. 1970).
- 1900: Rodolfo Halffter, compositor español (f. 1987).
- 1902: Felisberto Hernández, escritor uruguayo (f. 1964).
- 1903: Irineo Leguisamo, yóquey uruguayo (f. 1985).
- 1903: Juan Rejano, poeta español (f. 1976).
- 1903: John Davis Lodge, actor estadounidense (f. 1985).
- 1905: Frederic Dannay (David Daniel Nathan), escritor judeoestadounidense, que con su primo Manfred Bennington Lee utilizó el seudónimo Ellery Queen (f. 1982).
- 1906: Crockett Johnson, historieta estadounidense (f. 1975).
- 1906: August Meuleman, ciclista belga (f. 2000).
- 1907: Christopher Caudwell, escritor, poeta, intelectual y teórico político británico (f. 1937).
- 1909: Monique Haas, pianista francesa (f. 1987).
- 1913: Alejandro de la Sota Martínez, arquitecto español (f. 1996).
- 1914: Mario Luzi, poeta italiano (f. 2005).
- 1915: Juan Carlos Migliavacca, pintor argentino (f. 2004).
- 1917: Stéphane Hessel, diplomático, escritor, y militante político francés (f. 2013).
- 1917: Jean-Pierre Melville, cineasta francés (f. 1973).
- 1919: Mariano Martín, futbolista español (f. 1998).
- 1920: Bernardo Capó, ciclista español (f. 2000).
- 1920: Janet Jagan, presidenta guyanesa entre 1997 y 1999 (f. 2009).
- 1920: Fanny de Sivers, lingüista estonia (f. 2011).
- 1921: Manuel Ayulo, piloto estadounidense de automovilismo (f. 1955).
- 1923: Robert Craft, director de orquesta y músico estadounidense (f. 2015).
- 1923: Cameron Macauley, fotógrafo estadounidense (f. 2007).
- 1923: Enric Bernat, empresario español (f. 2003).
- 1924: Roger Rioland, ciclista francés (f. 2018).
- 1925: Art Buchwald, periodista y humorista estadounidense (f. 2007).
- 1925: Antonio Bonet Correa, crítico del arte y catedrático español (f. 2020).
- 1925: Roger Hanin, actor, director y escritor francés (f. 2015).
- 1925: Ed Mikan, baloncestista estadounidense (f. 1999).
- 1926: Dan Pippin, baloncestista estadounidense (f. 1965).
- 1927: Abel Santamaría, político y revolucionario cubano (f. 1953).
- 1928: Julia Gutiérrez Caba, actriz española.
- 1928: Zoltán Adamik, atleta húngaro (f. 1992).
- 1929: Herminio Iglesias, dirigente y político argentino (f. 2007).
- 1929: Horacio Malvicino, guitarrista argentino.
- 1929: Milkha Singh, atleta indio (f. 2021).
- 1931: Mickey Mantle, beisbolista estadounidense (f. 1995).
- 1932: Cesare Perdisa, piloto italiano de automovilismo (f. 1998).
- 1933: Hilda Herrera, pianista, compositora y educadora argentina.
- 1934: Michiko, aristócrata y emperatriz japonesa.
- 1934: Eddie Harris, músico estadounidense de jazz (f. 1996).
- 1934: Timothy West, actor británico-inglés (f. 2024).
- 1935: Jerry Orbach, actor estadounidense (f. 2004).
- 1935: Fabio Cudicini, futbolista italiano (f. 2025).
- 1936: Prithwindra Mukherjee, escritor indio (f. 2024).
- 1936: Barry Waddell, ciclista australiano (f. 2024).
- 1937: Wanda Jackson, cantante británica.
- 1937: Juan Marichal, beisbolista dominicano.
- 1938: Emidio Greco, cineasta italiano (f. 2012).
- 1938: Dolores Hart, actriz estadounidense.
- 1938: César Isella, músico, cantante y compositor folclórico argentino (f. 2021).
- 1938: Iain Macmillan, fotógrafo británico (f. 2006), del álbum Abbey Road de los Beatles.
- 1940: Robert Pinsky, poeta estadounidense.
- 1940: Diana Lorys, actriz española.
- 1940: Teo Escamilla, director de fotografía español (f. 1997).
- 1941: Leopold Lippens, político belga (f. 2021).
- 1941: Esteban López-Escobar, periodista español (f. 2025).
- 1942: Christiane Nüsslein-Volhard, bióloga alemana, premio nobel de fisiología o medicina en 1995.
- 1942: Christel DeHaan, empresaria y filántropa germano-estadounidense, propietaria de Resort Condominiums International y fundadora de Christel House International.
- 1942: Bart Zoet, ciclista neerlandés (f. 1992).
- 1942: John Carter, cantante británico-inglés.
- 1943: Micky, cantante español.
- 1943: Aroldo Spadoni, ciclista italiano.
- 1944: Othon, futbolista y entrenador brasileño (f. 2024).
- 1945: Amparo Rubiales, política española.
- 1945: Romeo Benetti, futbolista y entrenador italiano.
- 1946: Elfriede Jelinek, escritora austriaca.
- 1946: Pierfranco Vianelli, ciclista italiano.
- 1946: Lucien van Impe, ciclista belga.
- 1947: Ángela Brambati, cantante italiana, de la banda Ricchi e Póveri.
- 1947: Mario Mutis, músico chileno, de la banda Los Jaivas.
- 1947: Rafael Robles, beisbolista dominicano (f. 1998).
- 1948: Leyla Musalem, tenista chilena.
- 1948: Yves Hézard, ciclista francés.
- 1948: John Fultz, baloncestista estadounidense (f. 2023).
- 1949: Valeri Borzov, atleta ucraniano especialista en pruebas de velocidad.
- 1949: Wayne Collett, atleta estadounidense (f. 2010).
- 1950: Tom Petty, músico estadounidense (f. 2017).
- 1950: Ernesto Llobregat, futbolista español.
- 1950: Scott English, baloncestista estadounidense.
- 1951: Alma Muriel, actriz mexicana (f. 2014).
- 1951: Claudio Ranieri, entrenador de fútbol italiano.
- 1951: Anamá Ferreyra, actriz y modelo brasileña.
- 1951: Ibsen Martínez, escritor venezolano (f. 2024).
- 1952: Rune Almén, atleta sueco.
- 1952: Melanie Mayron, actriz estadounidense.
- 1952: Wilma Salgado, política ecuatoriana.
- 1952: Eliane Giardini, actriz brasileña.
- 1952: Angelika Noack, remera alemana.
- 1952: Octavio Salazar Miranda, político peruano (f. 2024).
- 1953: Keith Hernandez, beisbolista estadounidense.
- 1953: Bill Nunn, actor estadounidense (f. 2016).
- 1953: Cristina García-Rosales, arquitecta española.
- 1953: Friedrich-Wilhelm Ulrich, remero alemán.
- 1953: Mariusz Ziółkowski, arqueólogo polaco.
- 1953: Isak Andic, empresario español (f. 2024).
- 1954: Benito Rabal, director de cine español.
- 1954: Alexander Fu Sheng, actor hongkonés (f. 1983).
- 1954: Lee Roy Selmon, jugador de fútbol americano estadounidense (f. 2011).
- 1955: Thomas Newman, compositor estadounidense.
- 1955: José Luis González Arzola, futbolista mexicano (f. 2017).
- 1955: Aaron Pryor, boxeador estadounidense (f. 2016).
- 1955: María Concepción Marrero Valero, baloncestista española.
- 1955: Diego Luzuriaga, compositor ecuatoriano.
- 1955: Sheldon Whitehouse, senador estadounidense.
- 1956: Koldo Zuazo, lingüista español.
- 1956: Danny Boyle, cineasta y productor británico.
- 1956: Ivan Hamaliy, futbolista y entrenador de fútbol ucraniano nacido soviético (f. 2022).
- 1956: Toni Rovira, presentador de televisión español.
- 1956: Marc Fontan, piloto de motociclismo francés.
- 1957: Susanna Haavisto, cantante y actriz finlandesa.
- 1957: Manuel Huerga, director de cine, televisión y escena español.
- 1957: Anouar Brahem, músico tunecino.
- 1957: Quimi Portet, músico español.
- 1957: Hilda Solís, política estadounidense.
- 1957: Pilar Grande, política española.
- 1957: Sybille Reinhardt, remera alemana.
- 1958: Dave Finlay, luchador profesional irlandés.
- 1958: Scott Hall, luchador estadounidense (f. 2022).
- 1958: Francisco Javier Illán Vivas, poeta español.
- 1958: Mark King, músico británico, de la banda Level 42.
- 1958: Viggo Mortensen, actor estadounidense de ascendencia danesa.
- 1958: Ivo Pogorelich, pianista croata.
- 1958: Aletta van Manen, jugadora de hockey sobre césped neerlandesa.
- 1959: Rosario Pardo, actriz española.
- 1959: Niamh Cusack, actriz irlandesa.
- 1959: Declan Kidney, rugbista irlandés.
- 1959: Hotman Paris Hutapea, abogado indonesio.
- 1959: Sergio Antonio Saucedo, futbolista argentino (f. 2021).
- 1959: Sandra Le Poole, jugadora de hockey sobre césped neerlandesa.
- 1960: Ana de Santana, escritora angoleña.
- 1960: Esteban Gutiérrez Fernández, futbolista español.
- 1960: Peter Fitzgerald, político y abogado estadounidense.
- 1960: Roberto Uriarte, político español.
- 1960: Lepa Brena, cantante bosnia.
- 1960: Devin Durrant, baloncestista estadounidense.
- 1961: Ian Rush, futbolista galés.
- 1961: Billy Konchellah, atleta keniano.
- 1961: Yevgeni Lomtiev, atleta ruso.
- 1961: David Gaines, compositor de música clásica estadounidense.
- 1961: Guillermo Muñoz, futbolista mexicano.
- 1961: Anthony Choy, abogado y ufólogo peruano.
- 1961: Sandro Dell'Agnello, baloncestista italiano.
- 1961: Juan Méndez González, baloncestista español.
- 1961: Dragiša Binić, futbolista serbio.
- 1962: René Strickler, actor argentino.
- 1962: Jens Veggerby, ciclista danés.
- 1962: Martín Yupanqui, futbolista peruano.
- 1962: Martin Šulík, director de cine eslovaco.
- 1962: Muhammad al-Senussi, exiliado libio.
- 1962: Dave Wong, cantante taiwanés.
- 1962: Dado Moroni, pianista italiano.
- 1962: Albert Roca, futbolista y entrenador español.
- 1962: Jan Goessens, ciclista belga.
- 1963: Stan Valckx, futbolista neerlandés.
- 1963: Vladímir Soloviov, presentador de televisión ruso.
- 1963: Michele Savoia, remero italiano.
- 1963: Luis Encarnación, beisbolista dominicano.
- 1963: John Storgårds, violinista y director de orquesta finlandés.
- 1963: Julie Payette, astronauta canadiense.
- 1963: Siniša Gogić, futbolista serbo-chipriota.
- 1964: Kamala Harris, política y abogada estadounidense.
- 1964: Bernardino León, político español.
- 1964: Elena Camacho Rozas, escritora española.
- 1964: Junko Hagimori, seiyū japonesa.
- 1964: Valeria Gontareva, banquera ucraniana.
- 1964: Frederic Chiu, pianista de música clásica estadounidense.
- 1964: Luciano, cantante jamaicano.
- 1965: Carlos Iturgaiz, político español.
- 1965: William Zabka, actor estadounidense.
- 1965: Antonio Maurogiovanni, remero italiano.
- 1965: Amos Mansdorf, tenista israelí.
- 1965: Jim Staples, rugbista británico.
- 1965: José Antonio Rodríguez Salas, político español.
- 1965: Vicente Engonga, futbolista y entrenador español.
- 1965: Stefano Pioli, futbolista y entrenador italiano.
- 1966: Abu Musab al Zarqaui, musulmán salafista, terrorista jordano.
- 1966: Stefan Raab, actor, presentador y compositor alemán.
- 1966: Patrick Volkerding, informático estadounidense.
- 1966: Fred Coury, baterista estadounidense, de la banda Cinderella.
- 1966: Mikael Norberg, jugador de curling sueco.
- 1967: Quique Andreu, baloncestista español.
- 1967: Luigi Lo Cascio, actor italiano.
- 1967: Ted Chiang, escritor estadounidense de ficción especulativa.
- 1967: Roberto Olabe, futbolista y entrenador español.
- 1967: Akira Ryō, piloto de motociclismo japonés.
- 1968: Amy White, nadadora estadounidense.
- 1968: Akie Yoshizawa, actriz y cantante japonesa.
- 1968: Nadia Al-Kokabany, escritora yemení.
- 1968: Toni Seligrat, entrenador de fútbol español.
- 1968: Akie Yoshizawa, actriz y cantante japonesa.
- 1969: Juan González, beisbolista puertorriqueño.
- 1969: Guillermo Pérez Roldán, tenista argentino.
- 1969: Lambros Papakostas, atleta griego.
- 1969: Said Rokbi, futbolista marroquí.
- 1969: Helman Mkhalele, futbolista y entrenador sudafricano.
- 1969: Carlos Alfredo Elías, cantante argentino.
- 1970: Chavo Guerrero Jr, luchador mexicano-estadounidense.
- 1970: Sander Boschker, futbolista neerlandés.
- 1970: Yoshihiro Yamazaki, luchador profesional japonés.
- 1970: Serge Maguy, futbolista marfileño.
- 1970: Marcos Bárcena, músico español.
- 1970: Enrique Planas, escritor y periodista peruano.
- 1971: Jimi Westbrook, guitarrista estadounidense, de la banda Little Big Town.
- 1971: Snoop Dogg, rapero estadounidense.
- 1971: Dannii Minogue, cantante y actriz australiana.
- 1971: Asel Luzarraga, novelista y anarquista español.
- 1971: Eddie Jones, baloncestista estadounidense.
- 1971: Russell Gunn, trompetista estadounidense.
- 1971: Julika Jenkins, actriz alemana.
- 1971: Andri Borzukov, piragüista ucraniano.
- 1972: Raúl Garrido Fernández, futbolista y entrenador español.
- 1972: Will Greenwood, rugbista británico.
- 1972: Brian Schatz, político estadounidense.
- 1972: Dmitri Alénichev, futbolista y entrenador ruso.
- 1972: Dorte Jensen, regatista danesa.
- 1973: Kenichi Serada, futbolista japonés.
- 1973: Sandra Rojas, piragüista mexicana.
- 1973: Gian Pyres, músico británico.
- 1973: Malin Nilsson, nadadora sueca.
- 1973: Gustavo Pavan, actor argentino.
- 1974: Mauro Navas, futbolista argentino.
- 1974: Gonzalo Galindo, futbolista boliviano.
- 1974: Jerald Honeycutt, baloncestista estadounidense.
- 1974: Jason Mathew Smith, baloncestista australiano.
- 1974: Margaretha Lindahl, jugadora de curling sueca.
- 1975: Juan Carlos Madrid, futbolista chileno.
- 1975: Rashid Abdulrahman, futbolista emiratí.
- 1975: Ho Nhat Thong, taekwondista vietnamita.
- 1975: Nadine Kleinert, atleta alemana.
- 1975: Rosalía Lázaro, atleta española.
- 1976: Nicola Legrottaglie, futbolista italiano.
- 1976: Miguel Rebosio, futbolista peruano.
- 1976: Iván Juárez, futbolista argentino.
- 1976: Erica Parcio, taekwondista australiana.
- 1976: Plamen Goranov, fotógrafo búlgaro (f. 2013).
- 1976: Martin Maturano, político y médico boliviano.
- 1976: Dan Fogler, actor estadounidense.
- 1977: Leila Josefowicz, violinista clásica canadiense.
- 1977: Miguel Augusto Rodríguez, actor y modelo venezolano.
- 1977: Ana Belén Palomo, nadadora española.
- 1977: Lis Vega, actriz, cantante y modelo cubana.
- 1977: Nick Hodgson, músico británico-inglés.
- 1977: Sam Witwer, actor estadounidense.
- 1977: Hun Manet, político camboyano.
- 1977: Hanke Bruins Slot, política neerlandesa.
- 1977: Rick Bower, snowboarder estadounidense.
- 1977: Britta Görtz, cantante alemana.
- 1977: Heo Sung-tae, actor surcoreano.
- 1978: Paul Wilson, músico irlandés, de la banda Snow Patrol.
- 1978: Claudia Apablaza, escritora chilena.
- 1978: Alberto Ammann, actor argentino.
- 1978: Andy Dawson, futbolista y entrenador británico-inglés.
- 1978: Michael Johns, cantante australiano (f. 2014).
- 1978: Anthony Taylor, árbitro británico-inglés de fútbol.
- 1978: Mike Levin, político estadounidense.
- 1978: Nora Hirano, actriz japonesa.
- 1978: Princess Dudu, taekwondista nigeriana.
- 1978: Brooke Ellison, política estadounidense (f. 2024).
- 1978: Robert Maras, baloncestista alemán.
- 1978: Rodrigo Vargas, futbolista australiano.
- 1978: François Endene, futbolista camerunés.
- 1978: Geert Cirkel, remero neerlandés.
- 1978: Tomohiko Itō, director de anime japonés.
- 1979: John Krasinski, actor estadounidense.
- 1979: Vladimir Gluščević, futbolista montenegrino.
- 1979: Nargis Fakhri, actriz y modelo estadounidense.
- 1979: Sonu Kakkar, cantante de playback india.
- 1979: Katharina Schüttler, actriz alemana.
- 1979: Paul O'Connell, rugbista irlandés.
- 1979: Baba Adamu, futbolista ghanés.
- 1980: Alberto Amarilla, actor español.
- 1980: Humberto Martínez, futbolista mexicano.
- 1980: Patrick Sinkewitz, ciclista alemán.
- 1980: Niall Matter, actor canadiense.
- 1980: Johann Rodríguez Bravo, escritor colombiano (f. 2006).
- 1980: José Veras, beisbolista dominicano.
- 1981: Francisco Javier Rodríguez Pinedo, futbolista mexicano.
- 1981: Takumi Wada, futbolista japonés.
- 1981: Elka Graham, nadadora australiana.
- 1981: Stefan Nystrand, nadador sueco.
- 1981: Dimitrios Papadopoulos, futbolista griego.
- 1981: Jesús Santos, político español (f. 2025).
- 1982: José Acasuso, tenista argentino.
- 1982: Wojciech Łobodziński, futbolista polaco.
- 1982: Ramón Ávila Castro, futbolista chileno
- 1982: Ahmad Alenemeh, futbolista iraní.
- 1982: Grégory Habeaux, ciclista belga.
- 1982: Lawrence Roberts, baloncestista estadounidense.
- 1982: Ousmane Cisse, baloncestista maliense.
- 1982: Katia Castillo Lozano, política mexicana.
- 1983: Luis Saritama, futbolista ecuatoriano.
- 1983: Takayuki Yamada, actor y cantante japonés.
- 1983: Flavio Cipolla, tenista italiano.
- 1983: Michel Vorm, futbolista neerlandés.
- 1983: Vincenzo Picardi, boxeador italiano.
- 1983: Nik Caner-Medley, baloncestista estadounidense.
- 1983: João Marinho, ciclista portugués (f. 2014).
- 1983: Nicolás Pueta, rugbista argentino.
- 1983: Alona Tal, actriz israelí.
- 1983: Yúliya Beiguelzímer, tenista ucraniana.
- 1984: Florient Sinama-Pongolle, futbolista francés.
- 1984: Mitch Lucker, cantante estadounidense de la banda Suicide Silence (f. 2012).
- 1984: Elio González, actor español.
- 1984: Peter Byers, futbolista antiguano.
- 1984: Cosmina Stratan, actriz rumana.
- 1984: Meena Harris, abogada y escritora estadounidense.
- 1984: Andrew Trimble, rugbista irlandés.
- 1985: Aníbal Medina, futbolista argentino.
- 1985: Alex Diniz, ciclista brasileño.
- 1985: Dominic McGuire, baloncestista estadounidense.
- 1985: Marcin Starzak, atleta polaco.
- 1985: Jennifer Freeman, actriz estadounidense.
- 1985: James Sutton, piloto de automovilismo británico.
- 1986: Wesley Sulzberger, ciclista australiano.
- 1986: Ezequiel Cérica, futbolista argentino.
- 1986: Kei Ikeda, futbolista japonés.
- 1986: Hirokazu Hasegawa, futbolista japonés.
- 1986: Laura Larsen-Strecker, remera estadounidense.
- 1986: Dominique Sutton, baloncestista estadounidense.
- 1986: Ian O'Leary, baloncestista estadounidense.
- 1986: Trent Plaisted, baloncestista estadounidense.
- 1987: Denis Stracqualursi, futbolista argentino.
- 1987: Sally Shipard, futbolista australiana.
- 1987: Rafael Andriato, ciclista brasileño.
- 1987: Roxy Panther, actriz pornográfica y modelo erótica húngara.
- 1987: Jade Uru, remero neozelandés.
- 1987: Borgore, DJ, cantante y productor israelí.
- 1987: Erica Adriana Ferreira, taekwondista brasileña.
- 1987: Deresse Mekonnen, atleta etíope.
- 1987: Miki Tanaka, judoca japonesa.
- 1987: Ashley Yoder, practicantes de artes marciales mixtas estadounidense.
- 1987: Gabriel Ascárate, rugbista argentino.
- 1988: ASAP Ferg, rapero estadounidense.
- 1988: Candice Swanepoel, modelo sudafricana.
- 1988: Natalia Czerwonka, patinadora polaca.
- 1988: Ernesto Raúl Álvarez Fleitas, futbolista paraguayo.
- 1988: Agustín Torassa, futbolista argentino.
- 1988: Edgardo Baudilio Díaz, futbolista argentino.
- 1988: Conor O'Brien, futbolista estadounidense.
- 1988: Sean Evans, baloncestista estadounidense.
- 1988: Loïc Perizzolo, ciclista suizo.
- 1988: Jeevan Nedunchezhiyan, tenista indio.
- 1988: Francena McCorory, atleta estadounidense.
- 1989: Lamine Gassama, futbolista francés.
- 1989: Jess Glynne, cantante británica.
- 1989: Shpëtim Moçka, futbolista albanés.
- 1989: Iván Etevenaux, futbolista argentino.
- 1989: Yanina Wickmayer, tenista belga.
- 1989: Mare Dibaba, atleta etíope.
- 1989: Christie Burke, actriz canadiense.
- 1990; Claudia Zornoza, futbolista española.
- 1990: Adán Zapata, rapero mexicano (f. 2012).
- 1990: Yessenia López, futbolista chilena.
- 1990: Lee Jae-joon, actor surcoreano.
- 1990: Nazareth Cascante, modelo costarricense.
- 1990: Jamie George, rugbista británico.
- 1990: Galadriel Stineman, actriz estadounidense.
- 1990: Ewa Ścieszko, nadadora polaca.
- 1990: Derek Needham, baloncestiata estadounidense-montenegrino.
- 1991: Debinha, futbolista brasileña.
- 1991: María Fernanda Pontigo, futbolista mexicana.
- 1991: Arez, luchador profesional mexicano.
- 1991: Karla Ortiz, voleibolista peruana.
- 1991: Nathaniel Jarvis, futbolista galés.
- 1991: Zulfahmi Khairuddin, piloto de motociclismo malasio.
- 1992: Iván Pérez Vicente, futbolista español.
- 1992: Joshua Titima, futbolista zambiano.
- 1992: Makito Yoshida, futbolista japonés.
- 1992: Mattia De Sciglio, futbolista italiano.
- 1992: Mohamed Konaté, futbolista maliense.
- 1992: Franco Sebastián López, futbolista uruguayo.
- 1992: Rodney Hood, baloncestista estadounidense.
- 1992: Klemen Prepelič, baloncestista esloveno.
- 1992: Li Maocuo, atleta china.
- 1992: Kséniya Semiónova, gimnasta artística rusa.
- 1992: Valodia Frangulian, luchador armenio.
- 1992: David Esteva, futbolista venezolano.
- 1992: Emma Reaney, nadadora estadounidense.
- 1992: Kyle Wiltjer, baloncestista estadounidense-canadiense.
- 1992: John Egan, futbolista irlandés.
- 1993: Leone Barbaro, remero italiano.
- 1993: Maleike Pacheco, futbolista venezolana.
- 1993: Cătălin Carp, futbolista moldavo.
- 1993: Homero Calderón, futbolista venezolano.
- 1993: Alexis Soto, futbolista argentino.
- 1993: Gustavo Gotti, futbolista argentino.
- 1993: Grover Stewart, jugador de fútbol americano estadounidense.
- 1993: Matteo Malucelli, ciclista italiano.
- 1993: Rossella Ratto, ciclista italiana.
- 1993: Tre Whyte, ciclista británico.
- 1993: Taishu Sato, pentatleta japonés.
- 1993: Tokmac Chol Nguen, futbolista noruego.
- 1993: Ana Paula Borgo, voleibolista brasileña (f. 2023).
- 1994: José David Contreras, futbolista venezolano.
- 1994: Martinas Geben, baloncestista lituano.
- 1994: Yuki Hashimoto, futbolista japonés.
- 1994: Leonel Torres, futbolista argentino.
- 1994: Manuel Morello, futbolista argentino.
- 1994: Iván Ramírez Molina, futbolista costarricense.
- 1994: Chen Yu-Chuang, taekwondista taiwanesa.
- 1994: Ronald Guzmán, beisbolista dominicano.
- 1994: Pedro Barral, baloncestista argentino.
- 1994: Pieter Conradie, atleta sudafricano.
- 1994: Ular Zhaksybaev, futbolista kazajo.
- 1994: Brennan Clost, actor y bailarín canadiense.
- 1994: Diego Menchaca, piloto de automovilismo mexicano.
- 1995: Zhenwei Wang, artista marcial y actor chino.
- 1995: Humberto Carrillo, luchador profesional mexicano.
- 1995: José Antonio González Estrada, futbolista español.
- 1995: Yankel Stevan, actor mexicano.
- 1995: Saiakbai Usupov, luchador kirguís.
- 1995: Ahmad Moein, futbolista catarí.
- 1995: Phillip Carr, baloncestista estadounidense.
- 1996: Arianna Acuti, futbolista italiana.
- 1996: Liang Jingkun, tenista de mesa chino.
- 1996: Marcos André, futbolista brasileño.
- 1996: Wes Harding, futbolista británico.
- 1996: Chance Perdomo, actor británico-estadounidense (f. 2024).
- 1996: Henrik Fagerli Rukke, patinador noruego.
- 1997: Ademola Lookman, futbolista anglo-nigeriano.
- 1997: Dulce Tórtolo, futbolista argentina.
- 1997: Suleman Hamid, futbolista etíope.
- 1997: Diego Fuoli, futbolista español.
- 1997: Daizen Maeda, futbolista japonés.
- 1997: Ángel Rojas Martínez, futbolista chileno.
- 1997: Bolden Brace, baloncestista estadounidense.
- 1997: Andréi Rubliov, tenista ruso.
- 1997: Fernando Zurbriggen, baloncestista argentino.
- 1997: Teagan Micah, futbolista australiana.
- 1997: Yami Safdie, cantante argentina.
- 1997: Nguyễn Tiến Linh, futbolista vietnamita.
- 1998: Kacey Mottet-Klein, actor suizo.
- 1998: Johan Bocanegra, futbolista colombiano.
- 1998: Jericho Sims, baloncestista estadounidense.
- 1998: Martin Čechman, ciclista checo.
- 1998: Baylon Spector, jugador de fútbol americano estadounidense.
- 1998: Reona, cantante japonesa.
- 1998: Luidgi Midelton, esgrimidor francés.
- 1998: Jacob Montes, futbolista nicaragüense-estadounidense.
- 1998: José Soriano, beisbolista dominicano.
- 1998: Rubén García Canales, futbolista español.
- 1998: Seo Shin-ae, actriz surcoreana.
- 1999: Chuu, cantante surcoreana.
- 1999: Darius Days, baloncestista estadounidense.
- 1999: Javon Freeman-Liberty, baloncestista estadounidense.
- 1999: Álvaro Juan, futbolista español.
- 1999: YoungBoy Never Broke Again, rapero español.
- 1999: Doniyor Kayumov, actor y cantante uzbeko.
- 1999: Samuel Ersson, jugador de hockey sobre hielo sueco.
- 1999: Ricardo Soto, arquero chileno.
- 1999: Charles Dobson, atleta británico.
- 1999: Emmanuíl Karalís, atleta griego.
- 1999: Daniel Mosquera, futbolista colombiano.
- 1999: Evan Bouchard, jugador de hockey sobre hielo canadiense.
- 2000: Hércules Pereira do Nascimento, futbolista brasileño.
- 2000: Mateo Gamarra, futbolista paraguayo.
- 2000: Kenneth Walker III, jugador de fútbol americano estadounidense.
- 2000: Atonio Mafi, jugador de fútbol americano estadounidense.
- 2000: Pablo Lachat, jugador de curling suizo.
- 2000: Ela Anacona, golfista argentina.
- 2000: Tes Sambath, futbolista camboyano (f. 2025).
- 2001: Dean Clancy, boxeador irlandés.
- 2001: Luis Túnchez, futbolista guatemalteco.
- 2001: Asante Blackk, actor estadounidense.
- 2001: Cathia Schär, triatleta suiza.
- 2001: Paige Bueckers, baloncestista estadounidense.
- 2001: Sofía Arlette, cantautora mexicana.
- 2001: Josema Beast, culturista español.
- 2001: Yara Mustafa, actriz jordana.
- 2002: Yéremi Pino, futbolista español.
- 2002: Athiwat Paeng-nuea, atleta tailandés.
- 2002: Giovanni Garofani, futbolista italiano.
- 2002: Nail Omerović, futbolista bosnio.
- 2003: Isaías Violante, futbolista mexicano.
- 2003: Carney Chukwuemeka, futbolista austriaco-británico.
- 2004: André Nogueira Gomes, futbolista portugués.
- 2004: Pau Sala, baloncestista español.
- 2004: Kanata Aikawa, seiyū japonesa.
- 2005: Alex Alcalá, futbolista mexicano.
- 2005: Lucas Marí, baloncestista español.
- 2005: Sude Uzunçavdar, taekwondista turca.
- 2006: Bastián Gómez, futbolista chileno.

## Fallecimientos
- 460: Elia Eudocia,  emperatriz romana consorte, esposa del emperador romano de Oriente, Teodosio II (n. 401).
- 1139: Enrique X de Baviera, duque de Baviera (como Enrique X) de 1126 a 1138 y duque de Sajonia (como Enrique II) de 1137 a 1139 (c. 1109).
- 1187: Urbano III, papa italiano entre 1185 y 1187 (n. 1120).
- 1438: Jacopo della Quercia, escultor italiano (n. 1374).
- 1569: Abén Humeya, caudillo de la rebelión de los moriscos del Reino de Granada (n. c. 1545).
- 1570: João de Barros, historiador portugués (n. 1496).
- 1596: Gonzalo Argote de Molina, humanista español (n. 1548).
- 1682: Antonio Coello, escritor español (n. 1611).
- 1703: Tomás Marín de Poveda, administrador colonial español, gobernador del Reino de Chile entre 1692 y 1700 (n. 1650).
- 1740: Carlos VI de Alemania, emperador germánico entre 1711 y 1740 (n. 1685).
- 1821: Félix de Azara, científico español (n. 1742).
- 1823: Edmund Cartwright, inventor británico (n. 1743).
- 1841: Manuel Montes de Oca, marino y político español (n. 1804).
- 1872: Friedrich Welwitsch, explorador y botánico austríaco (n. 1806).
- 1878: Salvador Amargós, impresor español (n. 1827).
- 1878: José Tomás Urmeneta, político e industrial chileno (n. 1808).
- 1890: Richard Francis Burton, cónsul, explorador, traductor y orientalista británico (n. 1821).
- 1900: Naim Frashëri, poeta albanés (n. 1846).
- 1920: José de Figueroa y Alonso-Martínez, militar y polista español (n. 1897).
- 1926: Eugene V. Debs, sindicalista estadounidense (n. 1855).
- 1929: José Batlle y Ordóñez, político y presidente uruguayo (n. 1856).
- 1930: Valeriano Weyler, militar y político español (n. 1838).
- 1932: Giovanni Battista Pirelli, empresario y fundador de la marca de neumáticos Pirelli (n. 1848).
- 1935: Arthur Henderson, político y sindicalista británico, Premio Nobel de la Paz en 1934 (n. 1863).
- 1940: Erik Gunnar Asplund, arquitecto sueco (n. 1885).
- 1948: Sabino Pupo Milián, líder campesino cubano asesinado (n. 1895).
- 1950: Henry L. Stimson, político estadounidense (n. 1867).
- 1951: Federico González Garza, abogado y político mexicano (n. 1876).
- 1952: Michael Rostovtzeff, historiador ruso (n. 1870).
- 1953: Fred E. Ahlert, escritor de canciones y compositor estadounidense (n. 1892).
- 1955: Jorge Volio Jiménez, sacerdote, militar y político costarricense (n. 1882).
- 1964: Herbert C. Hoover, presidente estadounidense entre 1929 y 1933 (n. 1874).
- 1972: Harlow Shapley, astrónomo estadounidense (n. 1885).
- 1977: Ronnie Van Zant, cantante estadounidense, de la banda Lynyrd Skynyrd (n. 1948).
- 1978: Salka Viertel, actriz y guionista ucraniana (n. 1889).
- 1984: Carl Ferdinand Cori, químico checoslovaco nacionalizado estadounidense, Premio Nobel de Fisiología o Medicina en 1947 (n. 1896).
- 1984: Paul Dirac, físico británico, Premio Nobel de Física en 1933 (n. 1902).
- 1984: José Muguerza Anitúa, futbolista español (n. 1911).
- 1987: Andréi Kolmogórov, matemático ruso (n. 1903).
- 1987: Mecha Ortiz, actriz argentina (n. 1900).
- 1990: Joel McCrea, actor estadounidense (n. 1905).
- 1990: Colette Audry, escritora, activista y política francesa (n. 1906).
- 1992: Koča Popović, militar y vicepresidente yugoslavo (n. 1908).
- 1994: Serguéi Bondarchuk, cineasta, guionista y actor soviético de origen ucraniano (n. 1920).
- 1994: Burt Lancaster, actor estadounidense (n. 1913).
- 1997: Manuel Rodríguez Barros, ciclista español (n. 1926).
- 2000: Elisa Christian Galvé, actriz argentina (n. 1922).
- 2002: Ricardo Andrade, cantante, guitarrista y compositor guatemalteco (n. 1971).
- 2003: Jack Elam, actor estadounidense (n. 1920).
- 2005: Shirley Horn, cantante y pianista afroestadounidense de jazz y pop (n. 1934).
- 2006: Jane Wyatt, actriz estadounidense (n. 1910).
- 2007: Juan Antonio Cebrián, periodista, locutor de radio, escritor y divulgador español; ataque cardíaco (n. 1965).
- 2010: Max Kohnstamm, historiador y diplomático neerlandés (n. 1914).[4]
- 2010: George Mallet, político y gobernador santaluciano entre 1996 y 1997 (n. 1923).[5]
- 2011: Muamar el Gadafi, político, dictador y militar libio; asesinado (n. 1942).
- 2011: Moatassem Gadafi, asesor de la Seguridad Nacional de Libia e hijo de Muamar el Gadafi; asesinado (n. 1977).
- 2013: Jovanka Broz, esposa de Josip Broz Tito (n. 1924).
- 2014: José Luis Abós, entrenador español de baloncesto (n. 1961).
- 2014: Óscar de la Renta, diseñador de modas dominicano (n. 1934).
- 2020: Patricio Frez, locutor y presentador de radio y televisión chileno (n. 1955).
- 2021: Dionisio Cabal, cantautor, escritor e investigador de cultura costarricense (n. 1954).
- 2021: Ernesto Santolaya, editor español (n. 1935).

## Celebraciones
- Día Internacional de las Mastocitosis y las Patologías Mastocitarias.[6]

- Día Mundial de la Osteoporosis.[7]

- Día Internacional del Chef.[8]Fecha instaurada por la Asociación Mundial Culinaria, con el fin de rendir homenaje a todos los encargados de elaborar los platos más exquisitos con los sabores y aromas propios de cada región.

- Día Internacional del Controlador Aéreo.[9]En coincidencia con la fecha en que se constituyó en 1961 la Federación Internacional de Asociaciones de Controladores de Tránsito Aéreo (IFATCA) (en idioma inglés: International Federation of Air Traffic Controllers Associations).

- 2025: Día Mundial de la Estadística. (Cada cinco años, a partir de 2010).

 Por países
(Por orden alfabético)
- Argentina:
  - Día de la Pediatría.[10]

- Colombia:
  - Día del Pediatra.[11]

- Cuba: 
  - Día de la Cultura Nacional Cubana.

- Guatemala: 
  - Día de la Revolución.

- Kenia: 
  - Día de los Héroes.

- República Checa: 
  - Día del Árbol.

- Vietnam: 
  - Día de la Mujer Vietnamita.

### Santoral católico
- Santa Aca.
- Santa Adelina de Savigny.
- San Aderaldo de Troyes.
- San Andrés Calibita.
- San Caprasio de Agen.
- San Cornelio (centurión).
- San Honorio (abad).
- Santa Irene de Tancor.
- San Leopardo de Osimo.
- Santa María Bertila Boscardin.
- San Sindulfo de Aussonce.
- San Vital de Salzburgo.

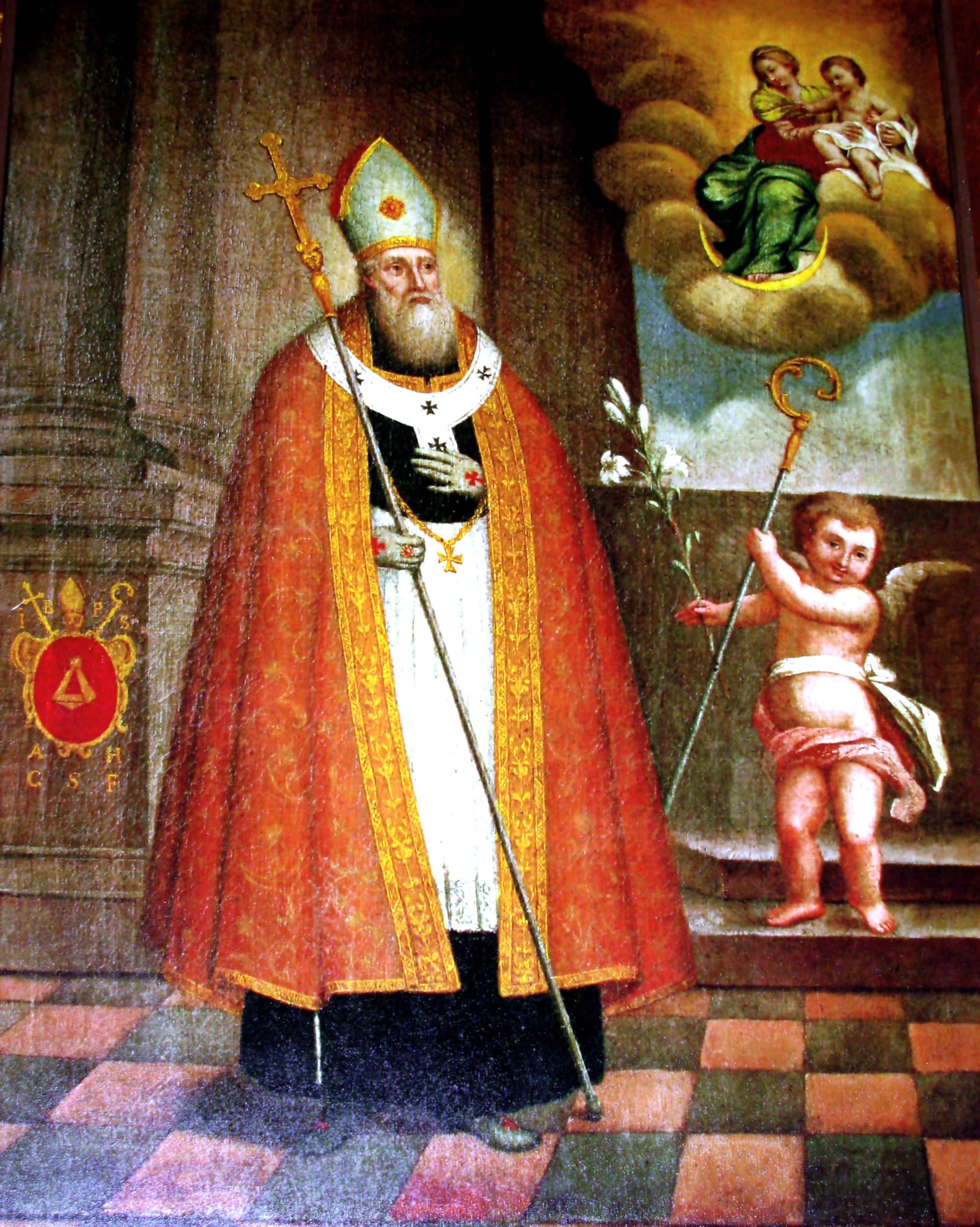
Beato Jacobo de Strepa, lienzo del venerado en la iglesia de Kalwaria Pacławska (Polonia).

- Beato Jacobo de Strepa (imagen ilustrativa).
- Beato Jakob Kern.
- Beata María Teresa de Soubiran La Louvière.